# Mihnea Rădulescu
Mihnea Rădulescu, né le 17 septembre 2005 à Ploiești en Roumanie, est un footballeur roumain qui évolue au poste d'ailier droit au Petrolul Ploiești.

## Biographie

### En club
Né à Ploiești en Roumanie, Mihnea Rădulescu est formé par le club local du Petrolul Ploiești. C'est avec ce club qu'il joue son premier match en professionnel, le 15 mai 2022, face au AFC Unirea Slobozia. Il entre en jeu et les deux équipes se neutralisent (0-0 score final).
Le 23 janvier 2024, il est prêté au Gloria Buzău jusqu'à la fin de la saison.
Rădulescu fait ensuite son retour au Petrolul Ploiești. Il réalise son premier doublé pour le club le 27 septembre 2024, lors d'une rencontre de championnat face au FC Hermannstadt. Il est titularisé et contribue à la victoire de son équipe par quatre buts à un.
Le 20 mai 2025 est annoncé le transfert de Mihnea Rădulescu à l'Universitatea Craiova. Il signe un contrat de quatre ans, soit jusqu'en juin 2029, et valable à partir du 1er juillet 2025.

### En sélection
Mihnea Rădulescu représente l'équipe de Roumanie des moins de 19 ans, jouant son premier match avec cette sélection le 23 août 2023 contre la Hongrie, où il est titularisé et délivre deux passes décisives (victoire 2-3 des Roumains).
Rădulescu joue son premier match avec l'équipe de Roumanie espoirs le 11 octobre 2024, face au Monténégro. Il entre en jeu à la place de Ianis Stoica, et son équipe l'emporte par six buts à un.